# Пастори (Беневенто)
Пастори је насеље у Италији у округу Беневенто, региону Кампанија.
Према процени из 2011. у насељу је живело 15 становника. Насеље се налази на надморској висини од 345 м.